# Cristina Florianu
Florina Cristina Florianu, née Florina Cristina Zamfir le 29 septembre 1989 à Slatina, est une joueuse internationale roumaine de handball, évoluant au poste d'arrière gauche.

## Palmarès

### En sélection
autres
- troisième du championnat d'Europe junior en 2007[2]

### Distinctions individuelles
- meilleure marqueuse de la coupe EHF en 2016[3].
- meilleure marqueuse du championnat de Roumanie en 2017